# 新喜劇フー!!
新喜劇フー!!（しんきげきふー）は、吉本興業が主催する吉本新喜劇のイベントのひとつ。並びに同イベントのダイジェスト版を放映する毎日放送テレビ（MBSテレビ）のバラエティ番組。基本的には関西ローカルだが、山陽放送・GAORA（一時、中国放送にもネットされていた）でも放送されていた。

## 概要
吉本興業のタレントのうち、うめだ花月劇場と若手新喜劇（YSPオールスターズ）所属メンバーによって行われるイベント。
「フー!!」というタイトルから察するとおり、主役は「レイザーラモンHG」こと住谷正樹と、なかやまきんに君、国崎恵美の3人。理由は不明だがなぜか「フォー!!」ではない。

### ストーリー
父：ミスター・フー（住谷正樹）、母：レディ・フー（国崎恵美）、息子：ショージ・フー（なかやまきんに君）の3人は、世界征服を企む悪の秘密結社「地獄団」によって改造された改造人間である。
正義の心に目覚めたフー・ファミリーは地獄団と決別し、地球の平和を守るため、己の身分を隠しながら地獄団の下級幹部・須知軍曹（元ビッキーズ・須知裕雅）と終わりなき戦いを続ける。
地獄団側は特別ゲストでフー・ファミリーに応戦するという形式になっており、KABA.ちゃんや井上公造などが登場した。 
最終回には、トミーズ健が地獄団の総統役で出演している。

## 概要
- 2005年4月から月1回、なんばグランド花月にて公演。
- 同年10月にはルミネtheよしもとにて公演。

## 主要メンバー
- 住谷正樹
- なかやまきんに君
- 国崎恵美
- 小籔千豊
- ランディーズ（中川貴志、高井俊彦）
- ビッキーズ（木部信彦、須知裕雅）
- 出渕誠
- 大島和久
- 宇都宮まき
- YSPオールスターズ

## DVD
- 「新喜劇フゥ～!!」